# Rhododendron yakushimense
Rhododendron yakushimense är en ljungväxtart som först beskrevs av M.Tash. och H.Hatta, och fick sitt nu gällande namn av Lyndley Alan Craven. Rhododendron yakushimense ingår i släktet rododendron, och familjen ljungväxter. Inga underarter finns listade i Catalogue of Life.